# Nicholas Woodbridge
Nicholas Lloyd Woodbridge, noto anche come Nick Woodbridge (Wellington, 1º giugno 1986), è un pentatleta britannico.

## Biografia
Ha rappresentato la Gran Bretagna ai Giochi olimpici estivi di Pechino 2008 e di Londra 2012, classificandosi rispettivamente al 25º ed al 10º posto nella gara individuale maschile.